# Drapelul statului Alabama

Steagul statului Alabama

Steagul statului Alabama a fost adoptat prin Actul 383 al legislatura statului la 16 februarie 1895. 
Citatul din legislație, care normalizează modul în care steagul statului trebuie să fie, afirmă conform diferitelor secțiuni ale sale în (Code 1896, §3751; Code 1907, §2058; Code 1923, §2995; Code 1940, T. 55, §5.):  
"Steagul statului Alabama va fi o cruce a Sfântului Andrei de culoare carmin (în engleză, crimson) pe un câmp alb.  Barele care formează crucea nu pot fi mai puțin de șase inci lungi și trebuie să extindă pe diagonală dintr-un capăt al altuia al steagului.

## Descriere
Crucea Sfântului Andrei este o cruce diagonală, cunoscută în vexilologie ca saltire.  Din cauza restricției definiției referitoare la bare, care trebuie să fie minimum de 6 in = 15,24 cm, reprezentările mai mici ale staegului Alabamei decât dimensiunile menționate nu îndeplinesc definiția legală și nu pot fi considerate ca atare "steaguri" ale Alabamei. 
Se crede că saltirea carmin a steagului Alabamei a fost aleasă ca să amintească de saltirea albastră a steagului de bătălie al Statelor Confederate ale Americii (vedeți și Steagul de luptă al Confederației).  Steagul de luptă al Confederației era de formă pătrată și, nu întâmplător, steagul statului Alabama este uneori prezentat în formă pătrată.  Deși legislatura statului nu a precizat proporțiile steagului, se consideră că "o cruce a sfântului Andrei" ar trebui să fie dreptunghiulară.  Autorii unui articol din 1917 din revista National Geographic și-au exprimat opinia potrivit căreia steagul statului Alabama ar trebui să fie pătrat tocmai pentru că se bazează pe un steag de luptă.  În 1987, Don Siegelman, pe atunci primul magistrat al statului, a emis opinia potrivit căreia forma rectangulară este cea corectă, deși corelarea cu steagul de luptă al Confederației este de asemenea corectă. Arhivat în 10 februarie 2012, la Wayback Machine.
Saltirea, care are un design tipic, face ca steagul statului Alabama să se asemene, în chip firesc cu alte steaguri.  Este, spre exemplu, identic cu steagul Sfântului Patrick, care este inclus în steagul numit Union Jack al Marii Britanii ca să reprezinte uniunea dintre regatele Marii Britanii cu regatul Irlandei, uniune politică care este azi redusă doar la Irlanda de Nord, cunoscută sub numele de Regatul Unit.  Aceasta asemănare izbitoare s-ar datora, după opiniile unor comentatori de specialitate, numărului mare de locuitori din Alabama care sunt descendenți de origină scoțiană din Ulster.  Steagul statului Florida conține de asemenea o saltire roșie, peste care se găsește aplicat însă, sigiliul statului. 